# Peter Peschel
Peter Peschel (ur. 26 stycznia 1972 w Prudniku) – niemiecki piłkarz polskiego pochodzenia, grający na pozycji pomocnika.

## Kariera
Peschel urodził się w Polsce, ale w wieku 5 lat emigrował z rodzicami do Niemiec Zachodnich. Jako junior grał tam w klubach VfL Altenbögge, Rot-Weiß Unna, SpVgg Bönen oraz Borussia Dortmund. W 1990 roku przeszedł do pierwszoligowego VfL Bochum, w którym rozpoczął zawodową karierę. W Bundeslidze zadebiutował 11 sierpnia 1990 w wygranym 2:1 pojedynku z Borussią Mönchengladbach, w którym strzelił też gola. W sezonie 1992/1993 zajął z klubem 16. miejsce w lidze i spadł z nim do drugiej ligi. Rok później powrócił z Bochum do Bundesligi, ale w 1995 spadł z nim do 2. Bundesligi. W 1996 roku Bochum ponownie awansował do Bundesligi. Po raz kolejny do drugiej ligi spadł w 2000 roku, jednak w 2001 powrócił do Bundesligi. W Bochum Peschel grał przez 11 sezonów. W tym czasie rozegrał tam 248 ligowych spotkań i zdobył 53 bramki.
W 2001 roku przeszedł do drugoligowego MSV Duisburg. W jego barwach zadebiutował 27 lipca 2001 w przegranym 1:4 spotkaniu z LR Ahlen. W Duisburgu od czasu debiutu pełnił rolę rezerwowego. W sezonie 2001/2002 zagrał w 12 ligowych meczach i strzelił w nich 3 gole. W listopadzie 2002 odszedł do SSV Jahn Regensburg, grającego w Regionallidze Süd. Latem 2003 powrócił do Duisburga, gdzie spędził kolejny sezon. W 2004 roku odszedł do klubu Tennis Borussia Berlin, a rok później zakończył karierę.
W Bundeslidze rozegrał 154 spotkania i zdobył 25 bramek.

## Życie prywatne
W 2001 roku ożenił się z niemiecką gimnastyczką artystyczną polskiego pochodzenia Magdaleną Brzeską, z którą ma dwie córki. W 2002 roku małżeństwo rozwiodło się.